# 新鹿沼站

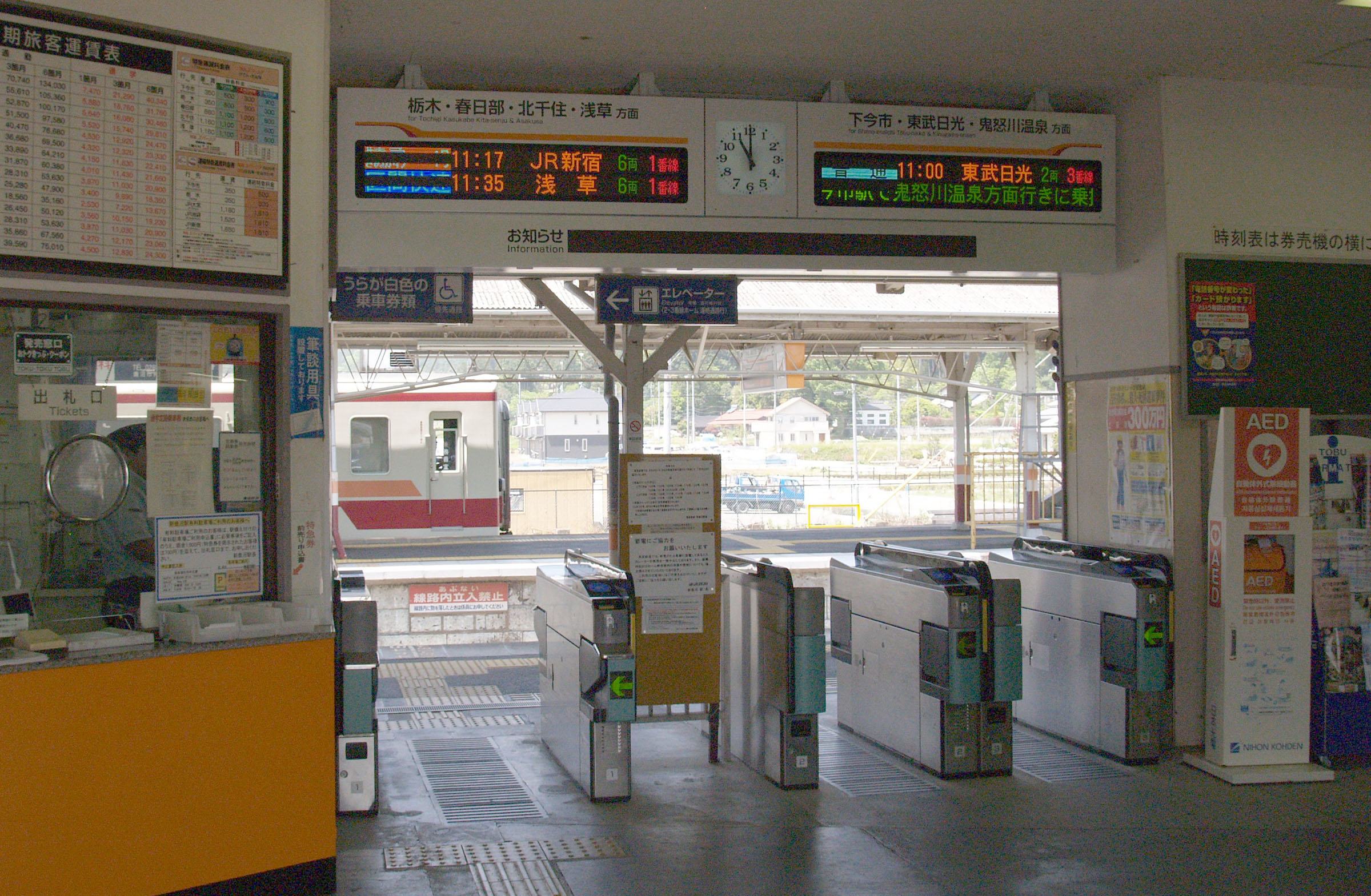
剪票口（2011年5月）

新鹿沼站（日语：／ Shin-Kanuma eki */?）是日本栃木縣鹿沼市鳥居跡町的東武鐵道日光線車站。車站編號TN 18。

## 年表
- 1929年（昭和4年）4月1日 - 杉戶站（現東武動物公園站）至本站通車。
- 1983年（昭和58年） - 貨運業務廢止。
- 2003年（平成15年）3月19日 - 特急「華嚴」「鬼怒」全列車停靠本車。
- 2012年（平成24年）
  - 3月17日 - 導入車站編號TN 18。
  - 4月5日 - 東西自由通道啟用。
- 2015年（平成27年）9月 - 颱風18號帶來的豪雨使得本站 - 下今市站中斷。[2] 本站 - 北鹿沼站間的路基塌陷。

## 車站構造
本站是側式月台1面1線與島式月台1面2線組成共計2面3線的地面車站。站房在淺草方向月台側，有天橋通往東武日光方向月台。
站內設有電梯。2012年開始興建東西自由通道，同年4月5日啟用。

### 月台配置
1、3號線為主本線，2號線為上下線共用的待避線。
| 月台 | 路線   | 方向 | 目的地                                                                     |
| ---- | ------ | ---- | -------------------------------------------------------------------------- |
| 1、2 | 日光線 | 上行 | 新栃木、東武動物公園、 東武晴空塔線 北千住、東京晴空塔、淺草、 ■JR新宿方向 |
| 2、3 | 日光線 | 下行 | 下今市、東武日光、 鬼怒川線 鬼怒川溫泉方向                                 |

- 上述路線名使用旅客資訊上的名稱（「東武晴空塔線」為愛稱）。
- 早晨有兩班本站起訖的列車。夜間有新栃木方向至本站終停的列車，也是合戰場 - 本站間的末班車。

## 使用情況
2018年度1日平均上下車人次為3,511人。
近年1日平均上下車、上車人次變化如下表。
| 年度               | 1日平均 上下車人次 | 1日平均 上車人次 |
| ------------------ | ------------------ | ---------------- |
| 1998年（平成10年） | 4,421              |                  |
| 1999年（平成11年） | 4,437              |                  |
| 2000年（平成12年） | 4,444              | 2,259            |
| 2001年（平成13年） | 4,494              | 2,293            |
| 2002年（平成14年） | 4,298              | 2,196            |
| 2003年（平成15年） | 4,208              | 2,139            |
| 2004年（平成16年） | 4,112              | 2,088            |
| 2005年（平成17年） | 4,147              | 2,108            |
| 2006年（平成18年） | 3,976              | 1,998            |
| 2007年（平成19年） | 3,825              | 1,923            |
| 2008年（平成20年） | 3,757              | 1,891            |
| 2009年（平成21年） | 3,564              | 1,793            |
| 2010年（平成22年） | 3,412              | 1,716            |
| 2011年（平成23年） | 3,393              | 1,694            |
| 2012年（平成24年） | 3,507              | 1,722            |
| 2013年（平成25年） | 3,503              | 1,732            |
| 2014年（平成26年） | 3,438              | 1,710            |
| 2015年（平成27年） | 3,538              | 1,763            |
| 2016年（平成28年） | 3,553              | 1,806            |
| 2017年（平成29年） | 3,554              |                  |
| 2018年（平成30年） | 3,511              |                  |

## 車站周邊
- 東日本旅客鐵道（JR東日本）日光線 鹿沼站 - 步行30分。
- 鹿沼市役所
- 鹿沼警察署（日语：鹿沼警察署）
- 鹿沼市消防本部（日语：鹿沼市消防本部）、鹿沼消防署
- 鹿沼郵便局（日语：鹿沼郵便局）
- 鹿沼鳥居跡郵便局
- 鹿沼下田町郵便局
- 西鹿沼郵便局
- 關東自動車鹿沼營業所（日语：関東自動車鹿沼営業所）
- 上都賀綜合醫院
- 栃木縣立鹿沼高等學校（日语：栃木県立鹿沼高等学校）
- 栃木縣立鹿沼商工高等學校（日语：栃木県立鹿沼商工高等学校）
- 川上澄生美術館（日语：川上澄生美術館）
- 町之驛新鹿沼宿
- 木之故鄉與傳統工藝館
- 屋台之町 中央公園
- 國道121號（日语：国道121号）
- 國道293號（日语：国道293号）
- 國道352號
- 栃木縣道120號新鹿沼停車場線（日语：栃木県道120号新鹿沼停車場線）

## 巴士路線

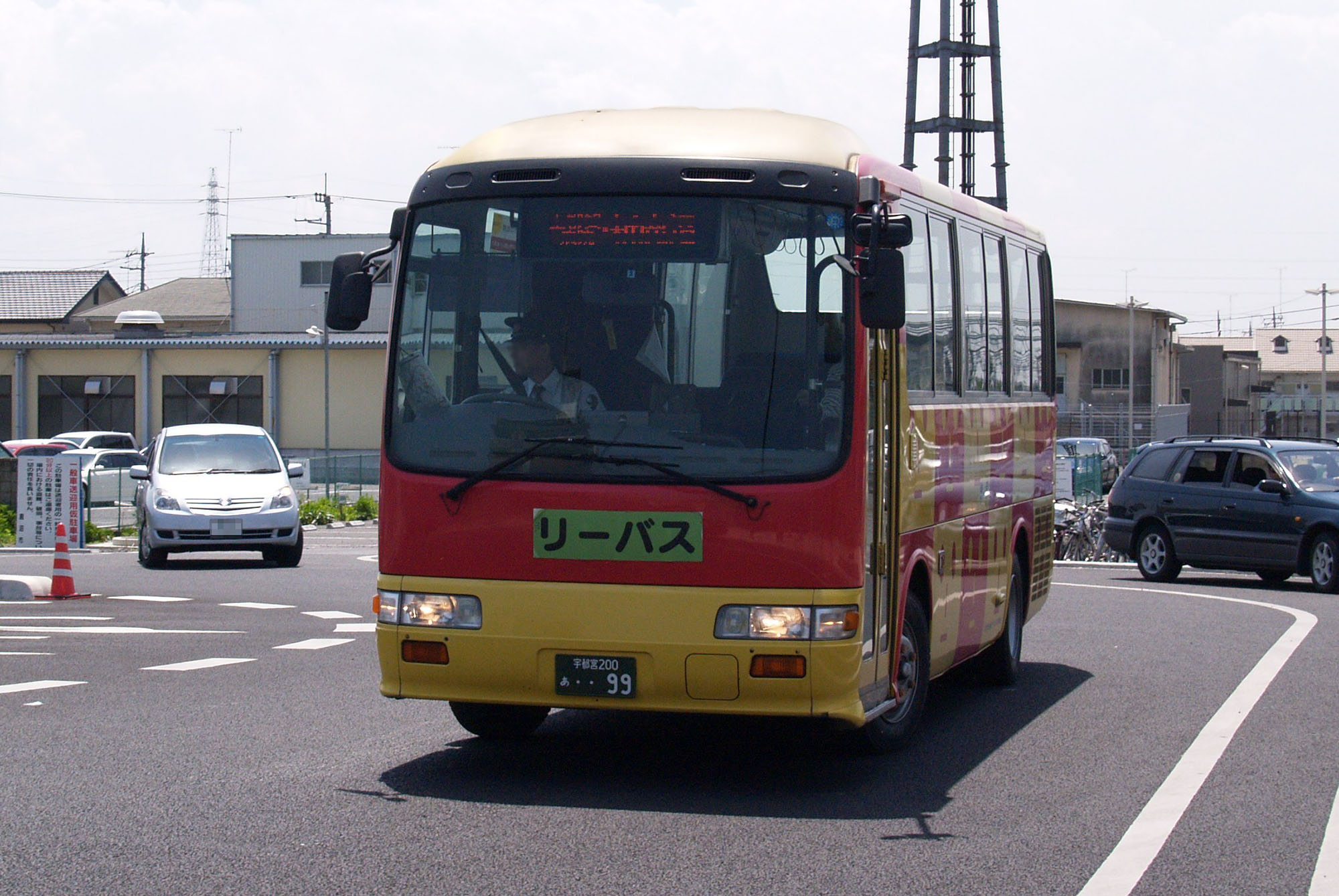
鹿沼市民巴士

站前廣場有「東武新鹿沼站」巴士站。車站出口往東約160公尺處的新鹿沼站前交差點北邊約80公尺例幣使街道上有「鳥居跡町」（とりいどちょう）巴士站，可搭乘往宇都宮方向的路線巴士。

### 東武新鹿沼站巴士站
- 鹿沼市民巴士（日语：鹿沼市民バス）（Lea-Bus）
  - 上久我線
  - 小來川（おころがわ）森崎線
  - 運轉免許中心線
  - 南押原線
  - 公設市場線
  - 鹿沼南高校線
  - 古峰原線
  - 町中線
  - 南摩線
  - 口粟野線
  - 上粕尾山之神線
  - 入粟野上五月線

### 鳥居跡町巴士站
往鹿沼營業所的顯示為「新鹿沼」。鹿沼營業所在本站的下兩個巴士站（往南約550m）。
- 關東自動車（日语：関東自動車 (栃木県)）（關東巴士）
  - 鹿沼營業所 - 宇都宮站西口
編號左邊往鹿沼、右邊往宇都宮
    - [43] [01] 經長坂
    - [43] [01] 經長坂 - 宇短
    - [47] [01] 經荒針

## 相鄰車站
東武鐵道

 日光線
- ■特急「華嚴」「鬼怒」、■特急「Revaty華嚴」「Revaty鬼怒」「Revaty會津」、■特急「霧降」、■JR線直通特急「日光」「SPACIA日光」「鬼怒川」「SPACIA鬼怒川」停車站

■急行
新栃木（TN 12）－新鹿沼（TN 18）－下今市（TN 23）
■区間急行・■普通
樅山（TN 17）－新鹿沼（TN 18）－北鹿沼（TN 19）

## 外部連結
- 新鹿沼（車站資訊） - 東武鐵道